# Klubociîn, Kiverți
Klubociîn (în ucraineană Клубочин) este un sat în comuna Sîlne din raionul Kiverți, regiunea Volînia, Ucraina.

## Demografie
Componența lingvistică a localității Klubociîn
     Ucraineană (99,35%)
     Alte limbi (0,65%)
Conform recensământului din 2001, majoritatea populației localității Klubociîn era vorbitoare de ucraineană (99,35%), existând în minoritate și vorbitori de alte limbi.